# Cicurina itasca
Espèce
Cicurina itasca est une espèce d'araignées aranéomorphes de la famille des Cicurinidae.

## Distribution
Cette espèce se rencontre aux États-Unis au Minnesota, au Wisconsin, au Michigan et en Indiana et au Canada en Ontario et au Québec,.

## Description

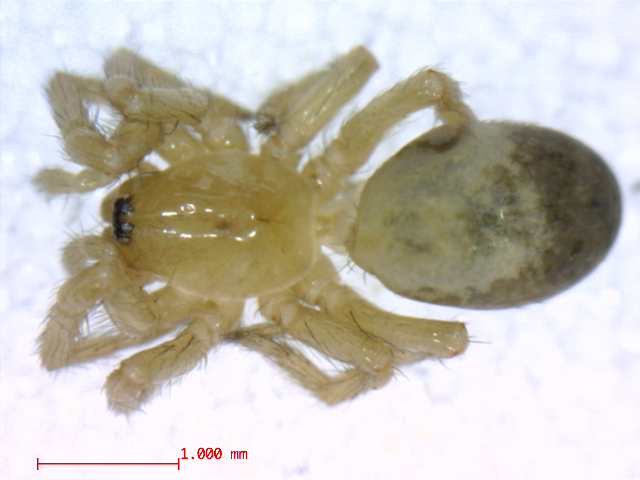
Cicurina itasca

La femelle holotype mesure 3,50 mm et la femelle paratype 3,80 mm.
Le mâle décrit par Levi en 1951 mesure 3,4 mm.

## Systématique et taxinomie
Cette espèce a été décrite par Chamberlin et Ivie en 1940.

## Étymologie
Son nom d'espèce lui a été donné en référence au lieu de sa découverte, le parc d'État d'Itasca.

## Publication originale
- Chamberlin & Ivie, 1940 : « Agelenid spiders of the genus Cicurina. » Bulletin of the University of Utah, Biological Series, vol. 30, no 18, p. 1-108.